# Whitney Biennial
Whitney Biennial es una exposición bienal de arte estadounidense contemporáneo, donde se promueven especialmente las obras de artistas jóvenes y menos conocidos. Se celebra en el Museo Whitney de Arte Estadounidense de Nueva York, Estados Unidos.  
El evento comenzó como una exposición anual en 1932 hasta cambiar el formato en 1973, cuando empezó a celebrarse de manera bienal. Con el paso de los años se fue consagrando llegando a ser considerado como uno de las exposiciones más importantes en el mundo del arte, y a menudo establece o lidera las tendencias del arte contemporáneo, destacando artistas a quienes logró dar un impulso como Georgia O'Keeffe, Jackson Pollock y Jeff Koons.

## Historia
El Museo Whitney empezó a crear una exposición de arte anual a partir de 1932 con la idea de agrupar a un gran número de pintores nacionales bajo el nombre de "Whitney Annual". A finales de los años sesenta, se decidió alternar entre pintura y escultura, aunque en la década de los setenta se decidió combinar ambas en una bienal. La primera bienal tuvo lugar en 1973. Desde entonces, las bienales han seguido un enfoque curatorial diferente para incluir a todos los medios de expresión artística. 
En 1987, la programación fue denunciada por el grupo de artistas feministas Guerrilla Girls por incluir a únicamente una mujer en la exposición.
En la edición de 1993 incluyó obras con un fuerte componente social, como la del artista puertorriqueño Pepón Osorio llamada «Escena del crimen (Whose Crime?)», que denunciaba la violencia machista en instalando un comedor de una familia hispana donde se había cometido el asesinato. Por esta y otras obras que se expusieron de denuncia social, la exposición de ese año fue la más diversa e importante realizada por un museo estadounidense hasta ese momento.
Desde el año 2000, se instauró el premio Bucksbaum, otorgándose a uno de los artistas participantes en la exposición. 
También desde inicios de la década de 2000, la Whitney Biennial empezó a ampliar su exposiciones, extendiéndose fuera de los límites del museo como la realización de exposiciones de esculturas al aire libre en Central Park. La edición de 2008 también usó las instalaciones de la galería Park Avenue Armory como un espacio para la muestra de arte. En 2010, incluso le pidió a un antiguo comerciante de arte, Jay Sanders, que luego se convertiría en curador de Whitney, que lo ayudara a organizarlo.
En 2010, por primera vez, una mayoría de los 55 artistas incluidos en esa exposición de arte contemporáneo estadounidense fueron mujeres.
En la edición de 2014 fue algo controvertida por su falta de diversidad, debido a que solamente 9 de los 109 artistas eran afroamericanos, incluyendo a Donelle Woolford, un personaje ficticio desarrollado por el artista blanco Joe Scanlan, que representaba ser la única artista femenina afroamericana incluida en la exhibición de la curadora Michelle Grabner. La obra fue criticada por querer intentar tapar las carencias de manera burda, alegando que «la inserción de personas de color en el espacio en blanco no lo hace menos colonial o más radical, esa es la retórica del multiculturalismo imperialista, una teoría pasada de moda», además de sugerir que ese tipo de obras tratan a los «cuerpos de otros [como] subcontratables»
Adicionalmente, la asociación de artistas YAMS Collective formado por escritores, compositores, académicos, cineastas y artistas que iban a participar se retiraron de esa edición como protesta por las políticas del Museo Whitney.
La artista y miembro de Yams Collective, Sienna Shields, dijo: «En cada Whitney Biennal en la que he estado, apenas se puede contar la cantidad de artistas negros en la muestra, por un lado. No quería ser parte de eso», añadiendo que  «Hay tantos artistas asombrosos de color que he conocido en los últimos 12 años en Nueva York que son esencialmente pasados por alto. Pero sentí que era hora de una intervención».
La Bienal de Whitney 2017 presentó una controvertida pintura del artista Dana Schu sobre el adolescente asesinado Emmett Till, titulada Open Casket, que provocó protestas y una amplia petición que pedía que la pintura fuera eliminada y destruida.

## Artistas destacados
Primeras exposiciones de artistas destacados en Whitney Biennial:
- 1969, Chuck Close
- 1987, Joan Braderman
- 1989, Christopher Wool
- 1991, Antoni Muntadas
- 1993, Barbara Hammer
- 1995, Nicole Eisenman
- 2000, Vanessa Beecroft
- 2000, Krzysztof Wodiczko
- 2004, Yayoi Kusama, en la exposición al aire libre de Central Park.
- 2004, Emily Jacir
- 2004, Jim O'Rourke
- 2008, Mika Rottenberg
- 2014, Charline von Heyl
- 2014, Pauline Oliveros